# アルマン・トルーソー
- トルーソー[1]
- トルソー[2]

アルマン・トルーソー（フランス語: Armand Trousseau、1801年10月14日 - 1867年6月23日）は、フランスの内科医である。悪性腫瘍で見られるトルーソー症候群や、低カルシウム血症で見られるトルーソー徴候などを発見してその名を残したほか、トルーソー＝ラルマン体（英: Trousseau-Lallemand bodies、現在ベンス・ジョーンズ蛋白として知られるものと同義）も発見した。「効いているうちに、新しい薬をすぐ使え」("use new drugs quickly, while they still work") との警句を残した人物と言われることもあるが、実際にはミシェル＝フィリップ・ブーヴァールが40年前に同じことを述べている。

## 略歴
アンドル＝エ＝ロワール県トゥール出身のトルーソーは、地元の総合病院にいたピエール・フィデル・ブルトノーの弟子として医学研究を始めた。彼はパリに移って学問を続け、1825年には博士号を取得し、1827年には非常勤職員となった。1828年にはフランス政府の任命を受けて、南フランスでの伝染病調査に向かっている。この任務を遂行した後、同年には黄熱病調査委員会の一員としてジブラルタルへ向かった。この仕事と喉頭結核 (laryngeal phthisis) に関する研究で、彼はパリの学壇で認知されるようになる。
1830年にはコンクールを経て病院医師 (Médecin des hôpitaux) となり、ジョセフ＝クロード＝・レカミエの下でオテル＝デューの医師として働きつつ、1832年には中央省庁で公衆衛生を担う役職を得た。1837年には、アカデミーから大賞を獲得した (the great prize of the academy) 。1839年には聖アントワーヌ病院 (the Hôpital St. Antoine) の内科医となり、その後はパリ大学医学部の治療部門・薬理学の長となった。1850年には臨床医学委員長となり、再びオテル＝デューの主任医師として働き始めた。彼は政治分野でも熱心に活動しており、特に1848年のフランス革命後には、立法府の一員になるなどいくつかの役職を歴任した。晩年は胃癌に苦しんだ。偶然にも、1867年には自身で発見したトルーソー症候群を発症し、その活動は癌によって制限され、そのまま死に至った。

## レガシー

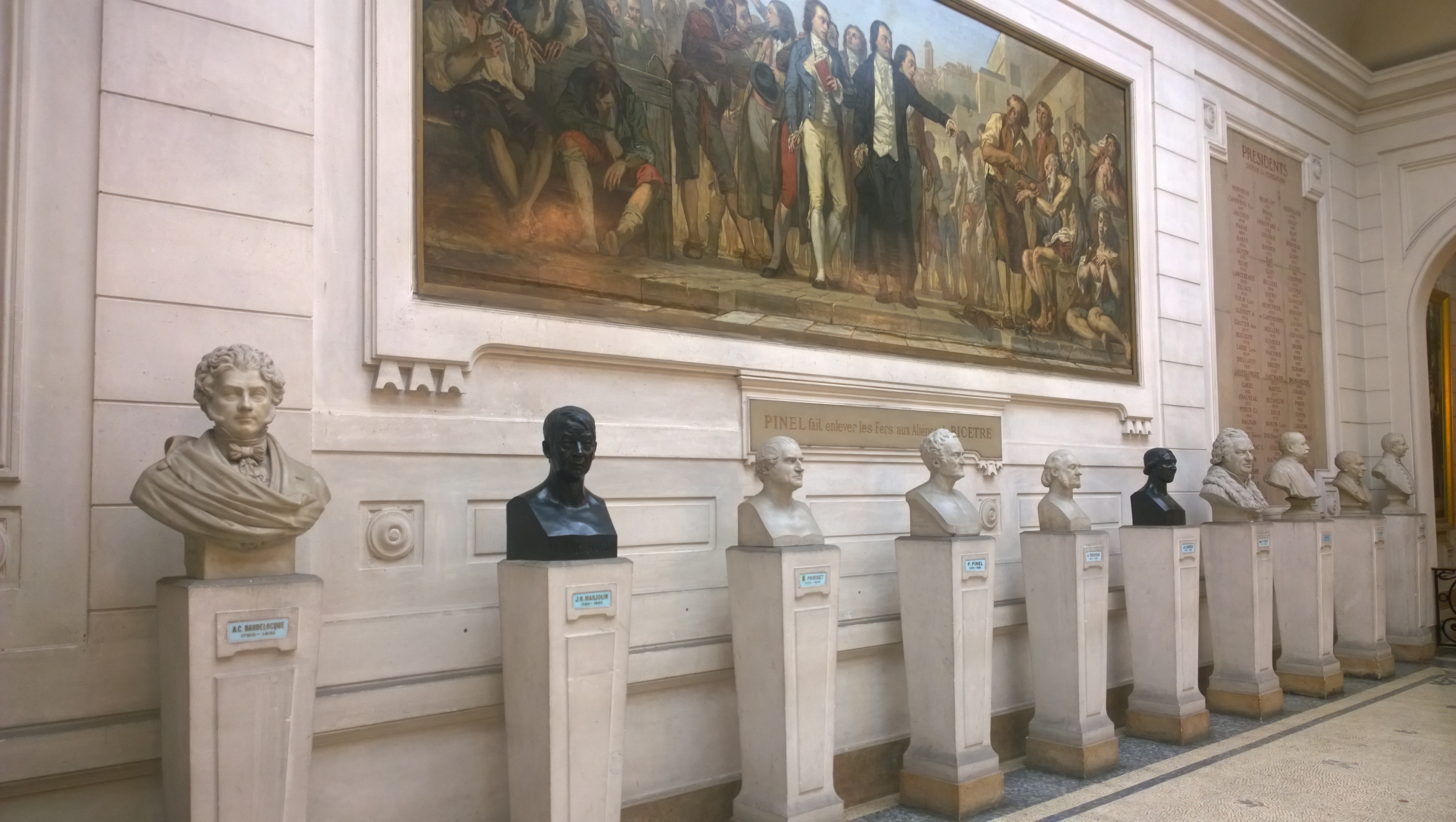
フランス医学アカデミーにある胸像、左から2番目がトルーソー

トルーソーは、クループ、肺気腫、胸膜炎、甲状腺腫、マラリアの新規治療法開発に大きく寄与した。1837年に発表した喉頭学に関する基礎論文で、フランス医学アカデミーの賞を受けている。彼はフランスで初めて気管切開を行った人物でもあり、気管挿管技術と合わせて1851年に専攻論文を書いている。臨床医学と治療法に関する彼の教科書は人気を博し、英語にも翻訳された。トルーソーは「失語症」・「不完全型」(Forme fruste) を造語したほか、アジソン病やホジキンリンパ腫といったエポニムを世に広めた。
1833年、彼はトルーソー気管拡張器 (the Trousseau Tracheal Dilator) を発明したが、これは先の鋭い鉗子で、気管切開時に空気孔へアプローチしやすくするためのものだった。他にも、悪性腫瘍に伴う血液凝固亢進で脳卒中を起こすトルーソー症候群、低カルシウム血症時に上腕をマンシェットで圧迫することにより手が助産師肢位を取るトルーソー徴候などに名を残している。
トルーソーは優れた教師でもあり、門下からは名声を得たものも数多く出た。教え子の中には、プエルトリコの独立指導者にして外科医、そしてレジオンドヌール勲章受賞者のラモン・エメテリオ・ベタンセスもいる。息子のジョルジュ・フィリップ・トルーソー（1833年 - 1894年）はハワイ王国のお抱え医師となり、孫のアルマン・アンリ・トルーソー（Armand Henri Trousseau 、1856年 - 1910年）は高名な眼科医となった。